# CMTM1
CMTM1 (англ. CKLF like MARVEL transmembrane domain containing 1) – білок, який кодується однойменним геном, розташованим у людей на 16-й хромосомі. Довжина поліпептидного ланцюга білка становить 169 амінокислот, а молекулярна маса — 18 576.
| 10         |  | 20         |  | 30         |  | 40         |  | 50         |
| ---------- |  | ---------- |  | ---------- |  | ---------- |  | ---------- |
| MDPEHAKPES |  | SEAPSGNLKQ |  | PETAAALSLI |  | LGALACFIIT |  | QANESFITIT |
| SLEICIVVFF |  | ILIYVLTLHH |  | LLTYLHWPLL |  | DLTNSIITAV |  | FLSVVAILAM |
| QEKKRRHLLY |  | VGGSLCLTAV |  | IVCCIDAFVV |  | TTKMRTNLKR |  | FLGVEVERKL |
| SPAKDAYPET |  | GPDAPQRPA  |  |            |  |            |  |            |

A: Аланін

C: Цистеїн

D: Аспарагінова кислота

E: Глутамінова кислота

F: Фенілаланін

G: Гліцин

H: Гістидин

I: Ізолейцин

K: Лізин

L: Лейцин

M: Метіонін

N: Аспарагін

P: Пролін

Q: Глутамін

R: Аргінін

S: Серин

T: Треонін

V: Валін

W: Триптофан

Кодований геном білок за функцією належить до цитокінів. 
Задіяний у таких біологічних процесах, як хемотаксис, альтернативний сплайсинг. 
Локалізований у мембрані.